# ريك دبليو. ألين
ريك دبليو. ألين (بالإنجليزية: Rick W. Allen)‏ هو مسير أعمال وسياسي أمريكي، ولد في 7 نوفمبر 1951 في أوغستا في الولايات المتحدة. حزبياً، نشط في الحزب الجمهوري. في انتخابات مجلس النواب الأمريكي 2014 ‏، انتخب عضو مجلس النواب الأمريكي عن دائرة Georgia's 12th congressional district ‏ وقد انضم خلال فترته النيابية ‏ (6 يناير 2015 – 3 يناير 2017)  للكتلة البرلمانية الحزب الجمهوري وفي انتخابات مجلس النواب الأمريكي 2016، انتخب عضو مجلس النواب الأمريكي عن دائرة Georgia's 12th congressional district ‏ وقد انضم خلال فترته النيابية ‏ (3 يناير 2017 – 3 يناير 2019)  للكتلة البرلمانية الحزب الجمهوري وانتخب عضو مجلس النواب الأمريكي.

## وصلات خارجية
- الموقع الرسمي